# Dĩnh

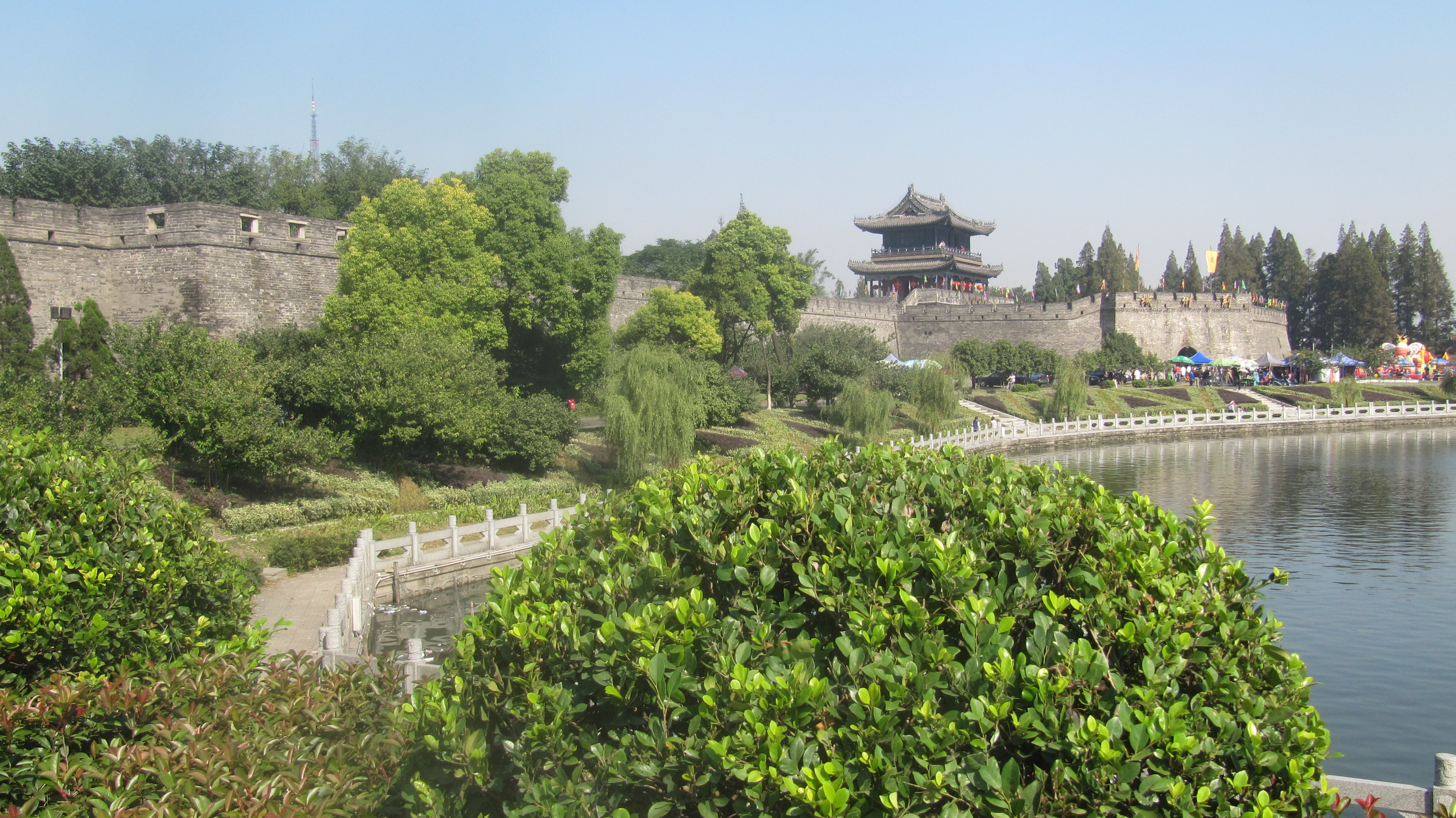
Hình ảnh Thành phố Muraille Est de Jingzhou.

Dĩnh ("chữ Hán": 郢, Yǐng) hay còn gọi là Dĩnh Đô, là kinh đô của nước Sở thuộc giai đoạn Xuân Thu và Chiến Quốc trong lịch sử Trung Quốc.
Kinh đô ban đầu của nước Sở nằm ở Đan Dương, gần với vị trí ngày nay ở huyện Tích Xuyên, tỉnh Hà Nam. Qua thời gian và cùng với các cuộc chiến với các nước láng giềng, Sở đã dời kinh đô của mình tới đất Dĩnh, gần với vị trí ngày nay ở thành phố Kinh Châu thuộc bình nguyên Giang Hán tại phía tây tỉnh Hồ Bắc.

## Mốc thời gian dời đô đến đất Dĩnh
Có bốn giả thuyết về thời gian dời đô đến đất Dĩnh của nước Sở:
- Có một vài tài liệu cho rằng Sở Vũ vương đã dời đô đến đất Dĩnh vào năm 706 trước Công Nguyên.[1] Nhà sử gia đời nhà Thanh, Tống Tường Phong (宋翔风), đã đề cập trong cuốn sách của mình là Quá Đình Lục - Nghiên cứu về chuyện dời đô từ Đan Dương đến đất Dĩnh từ đời vua Sở Dục Hùng đến đời vua Sở Vũ vương (过庭录•楚鬻熊居丹阳武王徙郢考) về mốc thời gian dời đô là từ thời điểm Sở Vũ vương gây chiến với nước Tùy và nước Nguyên. Tống Tường Phong lập luận rằng với những cuộc chiến đang diễn ra khắp nơi và sự cai trị của Vũ vương chỉ đang mới bắt đầu ở phía đông sông Hán Thủy nên ông buộc phải dời đô. Ngày nay, nhiều nhà sử học xem lý thuyết này là lỗi thời và chỉ có ít người ủng hộ.

- Giả thuyết thứ hai cho rằng việc dời đô đã diễn ra vào khoảng thời gian từ năm 703 đến năm 699 trước Công nguyên.